# Bunter Felsenstreuner
Der Bunte Felsenstreuner oder nur Felsenstreuner (Liocranum rupicola) ist eine Webspinne aus der Familie der Feldspinnen (Liocranidae). Seine Trivialnamen rühren von seiner optischen Erscheinung und seiner Lebensweise her.

## Merkmale

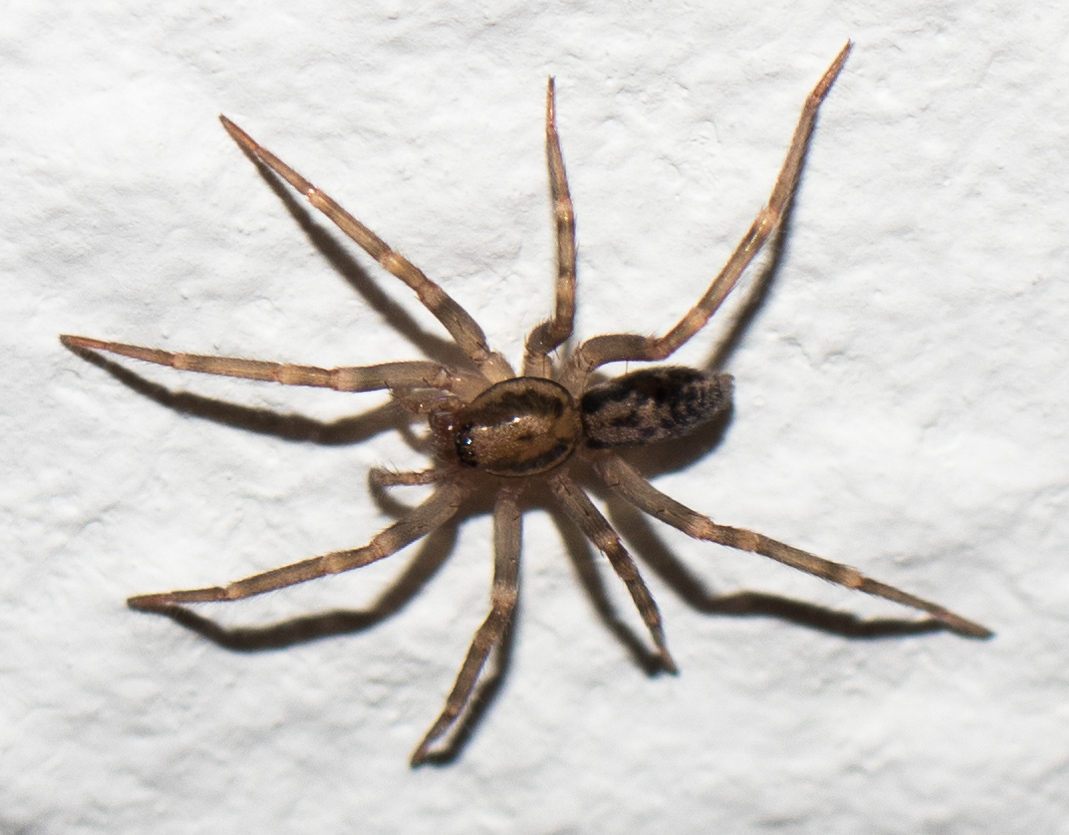
Männchen

Das Weibchen des Bunten Felsenstreuners erreicht eine Körperlänge von 5,5 bis 9 Millimetern und das Männchen eine von 4,9 bis 6,5 Millimetern. Die Art besitzt eine hellbraune Grundfärbung. Der Carapax (Rückenplatte des Prosomas, bzw. Vorderkörpers) hat zwei dunkle Längsbinden. Der Rand des Carapax ist schwarz, ebenso die Unterseite der Beine. Die Tibien (Beinschienen) besitzen Apophysen (chitinierte Fortsätze), die klein und leicht gebogen ausfallen. Die Emboli (Endglieder der Bulbi, bzw. Geschlechtsorgane) des Männchens sind kurz. Auf dem Opisthosoma (Hintlerleib) ist ein dunkler Längsfleck und daran anschließend mehrere Winkelflecken zu sehen. Auch die Flanken des Opisthosomas sind schwarz gefärbt.

### Ähnliche Arten

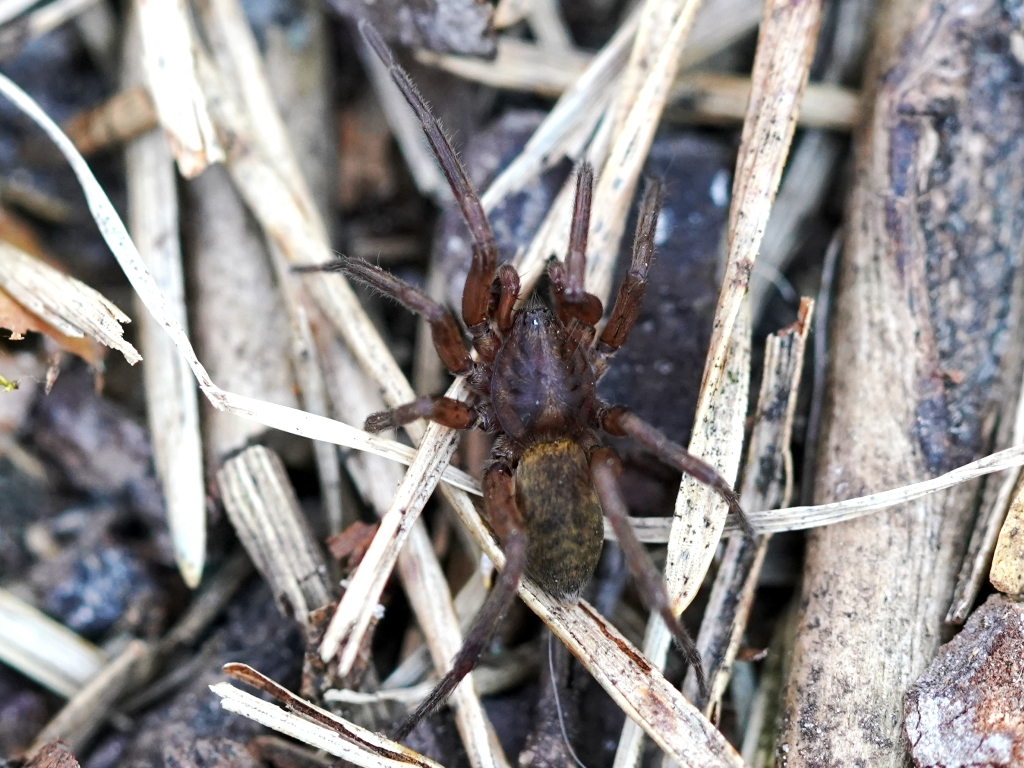
Die ebenfalls zu den Feldspinnen zählende Feenlämpchenspinne (Agroeca brunnea) ähnelt dem Bunten Felsenstreuner

Neben anderen Felsenstreunern ähnelt der Bunte Felsenstreuner der zur gleichen Familie zählenden Feenlämpchenspinne (Agroeca brunnea), unterscheidet sich aber von dieser besonders durch die breitere Kopfpartie mitsamt Stirn.

## Vorkommen

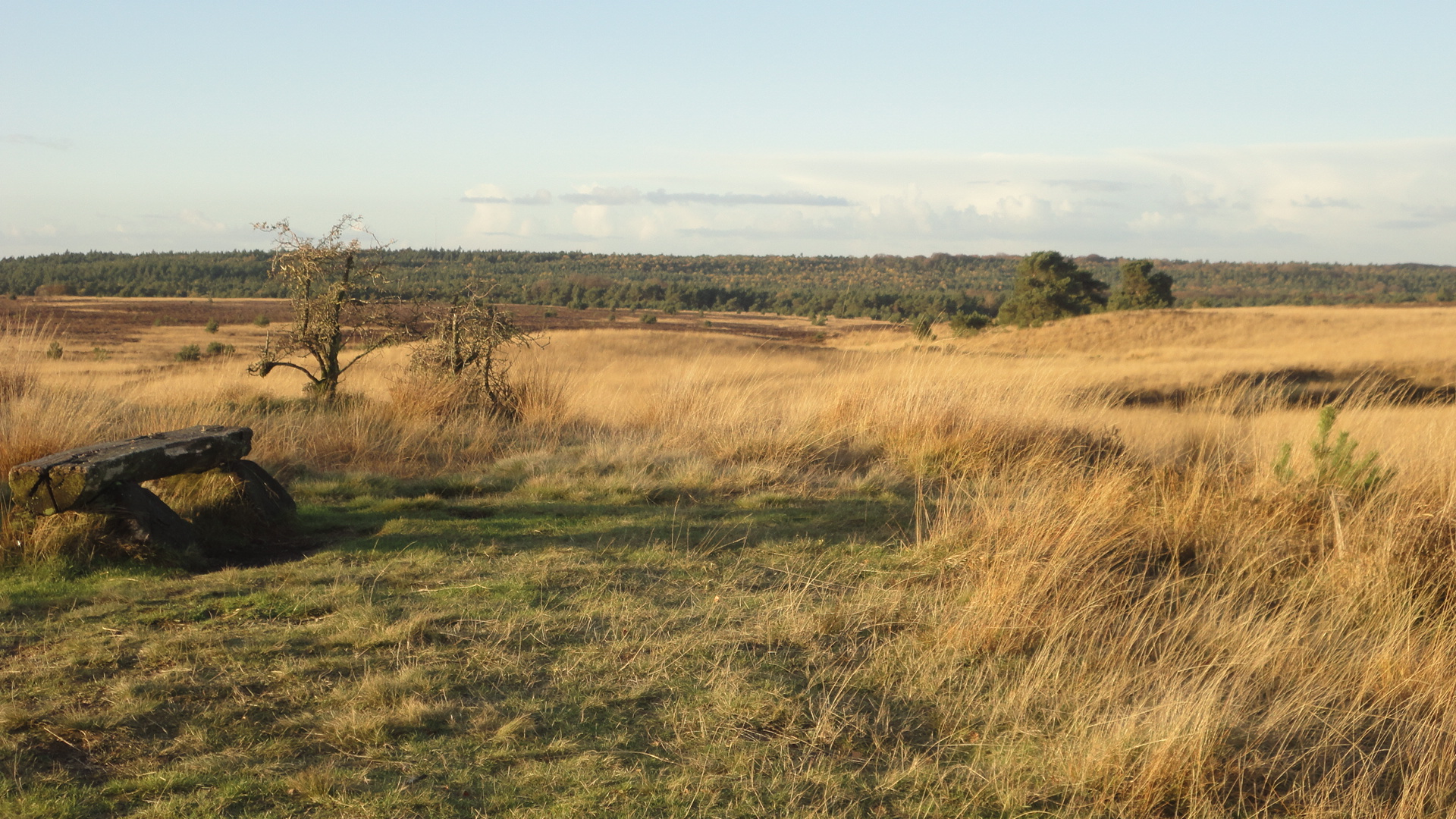
In der Natur bevorzugt der Bunte Felsenstreuner trockene Gebiete wie diese Heide in den Niederlanden.

Der Bunte Felsenstreuner ist eine paläarktisch verbreitete Art und kommt in Europa, der Türkei und Russland, vom europäischen Teil bis nach Westsibirien, vor. Dementsprechend ist er auch in Deutschland zu finden, fehlt allerdings im Nordwesten des Landes. In trockenen Gebieten wie Heidelandschaften, Steppen und Klippen ist die Art ebenso vorhanden wie in Wäldern. In Gebäuden tritt der Bunte Felsenstreuner ebenfalls auf.

### Bedrohung und Schutz
In Deutschland ist der Bunte Felsenstreuner zwar mäßig häufig bis selten auffindbar, gilt aber dennoch aufgrund seiner weiten Verbreitung als ungefährdet. In der Roten Liste gefährdeter Arten Tiere, Pflanzen und Pilze Deutschlands wird die Art als „ungefährdet“ eingestuft und genießt keinen Schutz.

## Lebensweise
Der Bunte Felsenstreuner ist in seinen natürlichen Habitaten sowohl unter Steinen als auch auf und unter Baumrinde auffindbar. Wie alle Feldspinnen ist auch der Bunte Felsenstreuner ein nachtaktiver Jäger, der weder Wohngespinste noch Spinnennetze zum Fangzweck anlegt, sondern Beutetiere frei laufend erlegt. Dementsprechend versteckt er sich besonders tagsüber. Da die Art keinen Gespinstsack anlegt und somit nomadisch lebt, hat sie ihre Trivialbezeichnung „Streuner“ erhalten.

### Phänologie und Fortpflanzung
Der Bunte Felsenstreuner ist ganzjährig anzutreffen. Nach der Paarung fertigt das Weibchen anders als viele andere Spinnen keinen Eikokon an, sondern bewacht die Eier, die sich lediglich unter einer losen Schicht Spinnenseide befinden, bis zum Schlupf.

## Systematik
Der Bunte Felsenstreuner wurde bis zur Erstbeschreibung der Feldspinnen 1897 in die Familie der Sackspinnen (Clubionidae) gestellt und erhielt dementsprechend 1830 von ihrem Erstbeschreiber Charles Athanase Walckenaer die Bezeichnung Clubiona rupicola in der Gattung der Eigentlichen Sackspinnen (Clubiona). Von Carl Ludwig Koch wurde die Art in die Gattung der Kleinen Winkelspinnen (Tegenaria) transferiert und erhielt die Bezeichnung Tegenaria notata. Die heutige Bezeichnung Liocranum rupicola setzte sich 1878 seit der Erstverwendung durch Eugène Simon allmählich durch. Die Gattung der Felsenstreuner, deren Typusart der Bunte Felsenstreuner ist, wurde dann später in die Familie der Feldspinnen umgegliedert. Weitere Synonyme des Bunten Felsenstreuners sind:
- Clubiona domestica Wider, 1834
- Philoica notata C. L. Koch, 1841
- Liocranum domesticum Thorell, 1870